# Mole Antonelliana
Mole Antonelliana je pomembna znamenitost med zgradbami v Torinu v Italiji, ki se imenuje po arhitektu  Alessandru Antonelliju. Mole v italijanščini pomeni zgradba monumentalnih razsežnosti.
Gradnja se je začela leta 1863, kmalu po italijanski združitvi in je bila končana leta 1889, po smrti arhitekta. Prvotno zasnovana kot sinagoga, v njej je Museo Nazionale del Cinema (Muzej filma) in je najvišja muzejska zgradba na svetu. Prikazana je na italijanskem kovancu za 2 centa.

## Zgodovina

### Gradnja
Zgradba je bila zasnovana in izdelana kot sinagoga. Judovska skupnost v Torinu je imela polne državljanske pravice od leta 1848 in v času, ko se je začela gradnja sinagoge, je bil Torino glavno mesto nove italijanske države. Ta položaj je imela skupnost od leta 1860 do 1864, s proračunom 250.000 lir in namenom, da ima stavbo vredno glavnega mesta so najeli Antonio Antonellija. Antonelli je pravkar dodal 121 metrov visoko kupolo in zvonik k bazilik iz sedemnajstega stoletja San Gaudenzio v Novari in obljubil, da bo zgradil sinagogo za 280.000 lir. 
Razmerje med Antonellijem in judovsko skupnostjo ni bilo zadovoljivo. Predlagal je vrsto sprememb, ki bi prinesle končno višino 167,5 metra, več kot 46 metrov višje od prvotno zasnovane kupole. Takšne spremembe, poleg večjih stroškov in časa gradnje, kot je bilo sprva pričakovano, je prisililo judovsko skupnost da je gradnjo leta 1869 ustavila z začasno streho.
Z odstranitvijo italijanskega glavnega mesta v Firence leta 1864, se je skupnost skrčila, vendar so se stroški in Antonellijeve ambicije še naprej povečevali. Leta 1876 je judovska skupnost porabila že 692.000 lir za stavbo, ki je bila še vedno daleč od končanja napovedala, da se umika iz projekta. Ljudje v Torinu, ki so proti nebu gledali vzpon sinagoge so zahtevali, da  mesto prevzame projekt, kar se je tudi zgodilo. Izvedena je bila zamenjava zemljišča med judovsko skupnostjo in mestom Torino, na katerem je bil na hitro zgrajen lepa neomavrska sinagoga.  Mole je bil posvečen Victorju Emanuelu II. in Antonelli je ponovno začel gradnjo, najprej do višine 146 m, 153m  in na koncu 167,5 metrov. Na tem projektu je delal vse do svoje smrti oktobra 1888. Od leta 1908 do 1938 jo je mesto uporabljajo za nastanitev svojega muzej Risorgimenta, ki se je leta 1938 preselil v Palazzo Carignano.
Mole Antonelliana je najvišja nearmirana opečna zgradba na svetu (zgrajena brez jeklenega nosilnega skeleta.

### Obnova
23. maja 1953 je zelo močan naliv, skupaj s tornadom, uničil zgornjih 47 metrov, ki je bil obnovljen leta 1961 s kovinsko konstrukcijo in obložen s kamnom.

### Danes
Od leta 2000 je v stavbi Museo Nazionale del Cinema (Muzej filma). Mole je tudi na zadnji strani kovanca za dva evro cent in je bil navdih za uradni simbol zimskih olimpijskih iger leta 2006, kot tudi tiste svetovnega prvenstva v balinanju leta 2005 in svetovnega prvenstva v sabljanju leta 2006.
Zgradba je posodila svoje ime enemu najstarejših turnirjev italijanskega nogometa, Derby della Mole, med torinskima nogometnima kluboma Torino in Juventus. 
Na eni strani štiristranske kupole je prvo Fibonaccijevo število napisano z rdečimi neonskimi lučmi: so del umetniškega dela Il volo dei Numeri (Leteča števila), Mario Merza.

## V popularni kulturi
Mole je bil značilnost v zadnjem delu ameriškega resničnostnega showa Amazing Race 20.
Zgradba (tudi notranjost s svojim Muzejem filma) je bila v veliki meri uporabljena v italijanskem filmu Dopo Mezzanotte (Po polnoči) 2004.

## Galerija
- Zvezda na vrhu
- Okras v narodnih barvah ob 150-letnici združitve Italije
- Pogled na kupolo in panoramsko stekleno dvigalo